# Брамуччи, Джованни
Джованни Брамуччи (итал. Giovanni Bramucci; 15 ноября 1946, Чивитавеккья, Лацио — 26 сентября 2019, Чивитавеккья, Лацио) — итальянский шоссейный велогонщик, выступавший на международном уровне в 1967—1971 годах. В составе национальной сборной Италии становился бронзовым призёром летних Олимпийских игр в Мехико и чемпионата мира в Имоле в командных гонках с раздельным стартом. Как профессионал участвовал в таких престижных гонках как «Вуэльта Испании» и «Милан — Сан-Ремо».

## Биография
Джованни Брамуччи родился 15 ноября 1946 года в городе Чивитавеккья, Италия.
Впервые заявил о себе в велоспорте на взрослом международном уровне в сезоне 1967 года, когда вошёл в основной состав итальянской национальной сборной и выступил на шоссейном чемпионате мира в Херлене — в групповой гонке любителей занял 11 место.
В 1968 году побывал на мировом первенстве в Имоле, откуда привёз награду бронзового достоинства, выигранную в командной гонке с раздельным стартом. При этом в групповой любительской гонке закрыл десятку сильнейших. Благодаря череде удачных выступлений удостоился права защищать честь страны на летних Олимпийских играх в Мехико — в командной гонке на время вместе с соотечественниками Витторио Марчелли, Мауро Симонетти и Пьерфранко Вьянелли с результатом 2:10:18,74 расположился в итоговом протоколе соревнований на третьей позиции, уступив только командам из Нидерландов и Швеции — тем самым завоевал бронзовую олимпийскую медаль.
После Олимпиады в Мехико Брамуччи решил попробовать себя на профессиональном уровне и в 1969 году присоединился к итальянской команде Gris 2000. В этом сезоне он занял 11 место на «Джиро ди Романья», 41 место на «Джиро дель Эмилия», 92 место в классической однодневной гонке «Милан — Сан-Ремо».
В 1970 году представлял команду Germanvox-Wega. В это время отметился выступлением в гонке «Париж — Ницца», где стал четвёртым в прологе, но сошёл с дистанции в ходе седьмого этапа. Вновь проехал «Милан — Сан-Ремо», закрыл тридцатку сильнейших на «Джиро ди Тоскана». Кроме того, принял участие в супермногодневке «Вуэльта Испании» и на 11 этапе сумел финишировать третьим, что можно считать наивысшим его достижением в профессиональном шоссейном велоспорте.
Не добившись каких-то значительных успехов среди профи и не сумев подписать контракт с какой-либо командой, в сезоне 1971 года завершил спортивную карьеру.
Умер 26 сентября 2019 года в Чивитавеккье в возрасте 72 лет.